# Nemzetközi atomidő
Mai időrendszerünk alapja az atomidő (nemzetközi rövidítése: TAI, a francia Temps atomique international kifejezés alapján, angolul: International Atomic Time), melyet atomórák láncolatával, nemzetközi megállapodás alapján mérnek.

## Működése
Az atommásodperc definíció szerint a 133-as cézium-izotóp két, ún. hiperfinom állapota közti elektronátmenet során keletkező elektromágneses sugárzás egy periódusának 9 192 631 770-szerese, ennek hivatalos neve SI másodperc.
A nemzetközi atomidő mint időskála 200 atomóra súlyozott átlagából keletkezik, ezek 50 ország laboratóriumaiban működnek (köztük van az Országos Mérésügyi Hivatal Hewlett-Packard gyártmányú cézium atomórája is). Az órákat a GPS által közvetített idővel, illetve kétirányú műholdas kapcsolaton keresztül hasonlítják össze egymással. Az átlagolás miatt az így kapott idő sokkal stabilabb, mint bármelyik atomóra, amik legtöbbje céziumos működésű.
A részt vevő intézetek kisugározzák az általuk helyesnek tartott időt, kódsorozat formájában, amit általában hosszúhullámú rádiójelek hordoznak, amik pontos frekvenciája is egyfajta etalonnak számít. Újabban a pontos időt az európai kereskedelmi rádiók is sugározzák, RDS kódolással az URH sávban. A rádiójelek az időt UTC időként tartalmazzák, mert ez a formátum használatos a mindennapi életben (amit az adott földrajzi hely időzónájának megfelelő zónaidőben jelenítenek meg). Az UTC és a TAI egymástól jól meghatározható, egész számú másodpercnyi eltérést mutat (2012. július 1-jén 0h UTC-kor TAI - UTC = 35 s), mivel az UTC-t időről időre a Föld lassuló tendenciát mutató forgásához szinkronizálják (ez a folyamat a szökőmásodperc alkalmazása). A TAI viszont az atomórák összessége alapján meghatározott ritmusban egyenletesen jár (éppen az atomóra alkalmazása vezetett annak pontos méréséhez, hogy a Föld milyen sebességgel forog, illetve annak felismeréséhez, hogy ez a forgás ingadozásokat mutat, melyek összes okát még nem ismerjük).
Az atomórák működésének összehangolása a Nemzetközi Súly- és Mértékügyi Hivatal feladata, ami ezt rendszeresen elvégzi, és utólag számítja ki a nemzetközi atomidőt. Az eredményeket havonta nyilvánosságra hozzák az interneten (letöltési hely: a BIPM FTP-szervere- a szövegfájlok fájlkiterjesztése egy sorszám). A közölt táblázat a végeredményként kapott TAI és az adott intézet által megállapított TAI közötti különbséget is közli TAI-TAI(k) (vagy UTC-UTC(k)) formában, 5 napos bontásban, ahol a k helyén az adott intézet értendő. A nem-szinkronizált atomórák adatait TAI-TA(k) jelöléssel adják meg. Az esetleges hibákat a következő alkalommal közlik, de ettől eltekintve a publikált TAI időn nem változtatnak utólag.

## Felhasználása
- rádiófrekvenciás interferometria, VLBI
- relativisztikus hatások kimutatása

## Története
Az időszinkronizálás az atomórák feltalálása előtt csillagászati megfigyelésektől függött. Az obszervatóriumok által szolgáltatott idő gyakran tizedmásodpercekkel eltért egymástól.
Az atomidő szolgáltatása kísérletileg már 1955-ben megkezdődött, a National Physical Laboratory (NPL, Nagy-Britannia) első cézium-atomórájával. Eleinte kvarcórákat szinkronizáltak az atomórához. Az amerikai United States Naval Observatory 1956. szeptember 13-án hozta működésbe az A.1 időskálát, amit egy Atomichron márkanevű, kereskedelemben kapható atomóra szolgáltatott. Nullpontját 1958. január 1-jén 0 h 0 m 0 s világidőre tették. Ekkor az A.1 skálán 0 h 0 m 0 s értéket „állítottak be”. Ezt követte az NBS-A időskála az amerikai Szabványügyi Hivatalban (Boulder, Colorado). Az International Time Bureau 1955 júliusában kezdte meg a működést, és a Tm jelzésű időskálát szolgáltatta. Ehhez céziumórákat alkalmazott, amiket távoli órákkal hasonlított össze, amiknek jeleit hosszúhullámú rádiójelekkel kapta meg. Mindkét időskála 1958-cal kezdődött, Julián dátum szerint 2436204.5-kor (1958. január 1. 00:00:00). Az időskála neve A.3-ra változott 1963-ban, majd TA(BIH)-re 1969-ben. Az A.3 jelű atomidő skála nullpontja kb. 34,4 milliszekundummal későbbi az A.1-nél. Az A.3-hoz igazították később a nemzetközi atomidőt.
Az SI másodpercet 1967-ben határozták meg, mint a céziumatom adott számú rezgésszámát, ezt 1971-ben átnevezték nemzetközi atomidőre.(TAI).
Az UTC-t 1961-ben vezették be. Az UTC nem egyenletesen haladó skála, mivel időnként a Föld egyenetlen forgásához igazítják szökőmásodperc beiktatásával. Az UTC 1971 végéig körülbelül megegyezett az UT2-vel, utána pedig az UT1-gyel.

## Fordítás
Ez a szócikk részben vagy egészben  az   International Atomic Time című angol Wikipédia-szócikk fordításán alapul.  Az eredeti cikk szerkesztőit annak laptörténete sorolja fel. Ez a jelzés csupán a megfogalmazás eredetét és a szerzői jogokat jelzi, nem szolgál a cikkben szereplő információk forrásmegjelöléseként.